# كل ما تبقى (رواية)
كل ما تبقى هي رواية جريمة وخيال من تأليف باتريشيا كورنويل. وهو الكتاب الثالث من سلسلة دكتور كاي سكاربيتا.
يطارد القاتل الأزواج الشباب، ويُعثر على رفات 8 أطفال ميتين على مدار عامين.

## الشخصيات
- كاي سكاربيتا - كبير الفاحصين الطبيين.
- بنتون ويسلي - من مكتب التحقيقات الفيدرالي.
- بيت مارينو - ملازم محقق في قسم شرطة ريتشموند.
- آبي تورنبول - مراسل واشنطن بوست .
- مارك جيمس - العميل الخاص لمكتب التحقيقات الفيدرالي، الحبيب السابق للدكتورة سكاربيتا من كلية الحقوق.
- بات هارفي - مديرة السياسة الوطنية لمكافحة المخدرات، والدة أحد الضحايا.
- ستيفن سبوريير - قاتل الضحايا المذكورين.

### الضحايا
- دوغ داميت
- جيل هارينجتون وإليزابيث موت
- بروس فيليبس وجودي روبرتس
- جيم فريمان وبوني سميث
- بن أندرسون وكارولين بينيت
- سوزان ويلكوكس ومايك مارتن
- ديبورا هارفي وفريدريك تشيني

## روابط خارجية
- الموقع الرسمي للمؤلف